# Молино-Пера (Савона)
Молино-Пера је насеље у Италији у округу Савона, региону Лигурија.
Према процени из 2011. у насељу је живело 230 становника. Насеље се налази на надморској висини од 287 м.